# Cellule
Cellule ist eine Commune déléguée in der französischen Gemeinde Chambaron sur Morge mit 1205 Einwohnern (Stand: 1. Januar 2021) im Département Puy-de-Dôme in der Region Auvergne-Rhône-Alpes. Die Einwohner werden Cellulois genannt.
Mit Wirkung vom 1. Januar 2016 wurde Cellule mit der früheren Gemeinde La Moutade fusioniert und zu einer Commune nouvelle mit dem Namen Chambaron sur Morge zusammengelegt. Die Gemeinde Cellule gehörte zum Arrondissement Riom und zum Kanton Riom (bis 2015: Kanton Riom-Est).

## Lage
Cellule liegt etwa sechs Kilometer nordnordöstlich von Riom in der Limagne am Flüsschen Chambaron.

## Bevölkerungsentwicklung
| Jahr                      | 1962 | 1968 | 1975 | 1982 | 1990 | 1999 | 2008 | 2013  |
| Einwohner                 | 430  | 461  | 450  | 534  | 726  | 670  | 973  | 1.159 |
| Quelle: Cassini und INSEE |      |      |      |      |      |      |      |       |

## Sehenswürdigkeiten
- Kirche Saint-Saturnin aus dem 15. Jahrhundert, Monument historique seit 1983

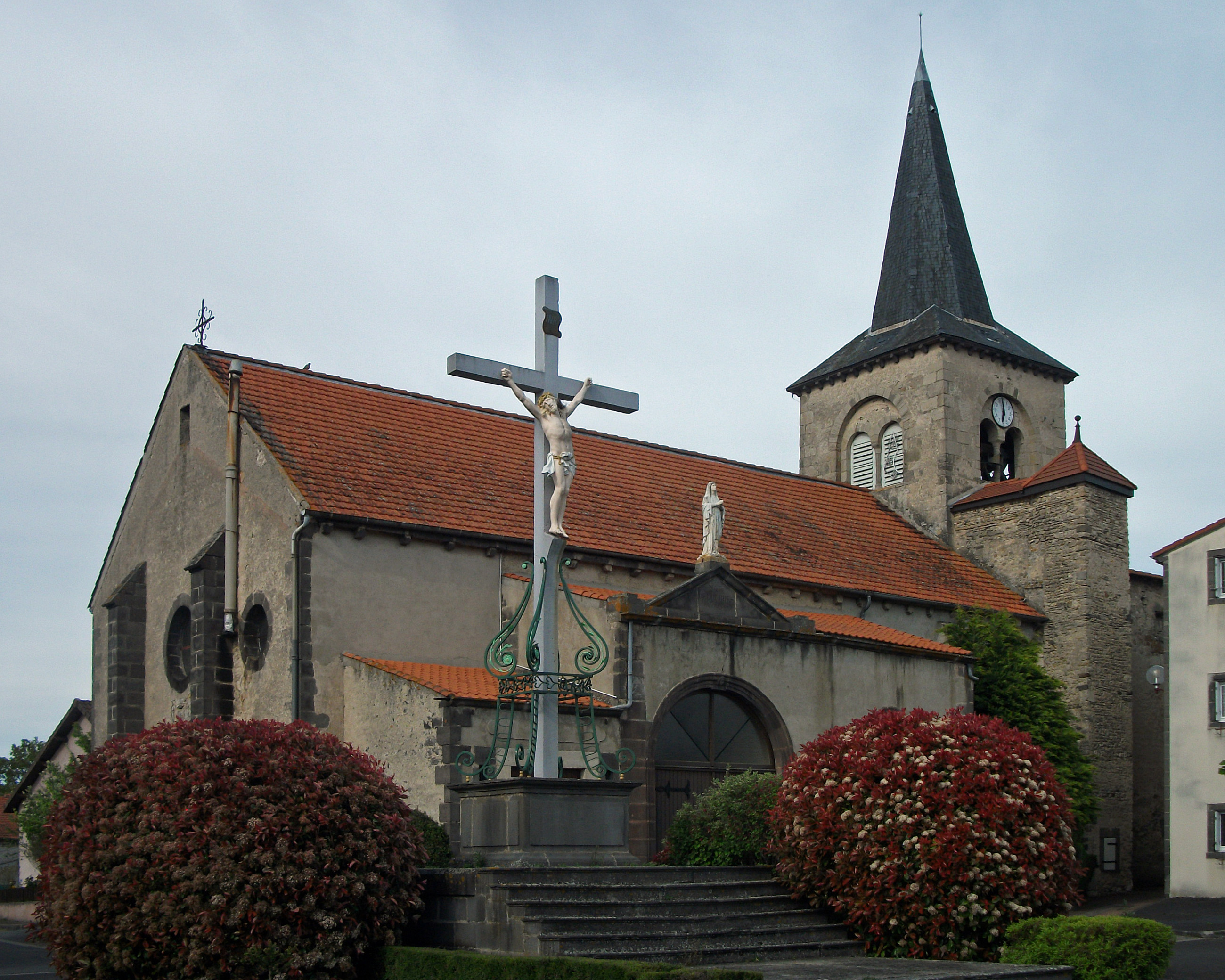
Kirche Saint-Saturnin